# Чум

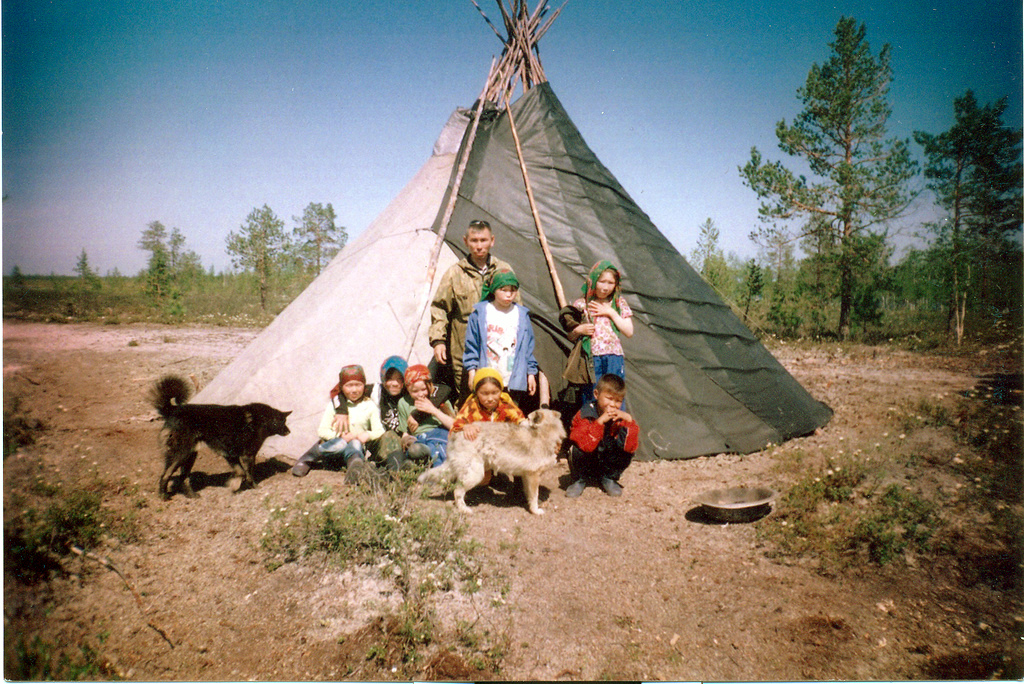
Чум хантов

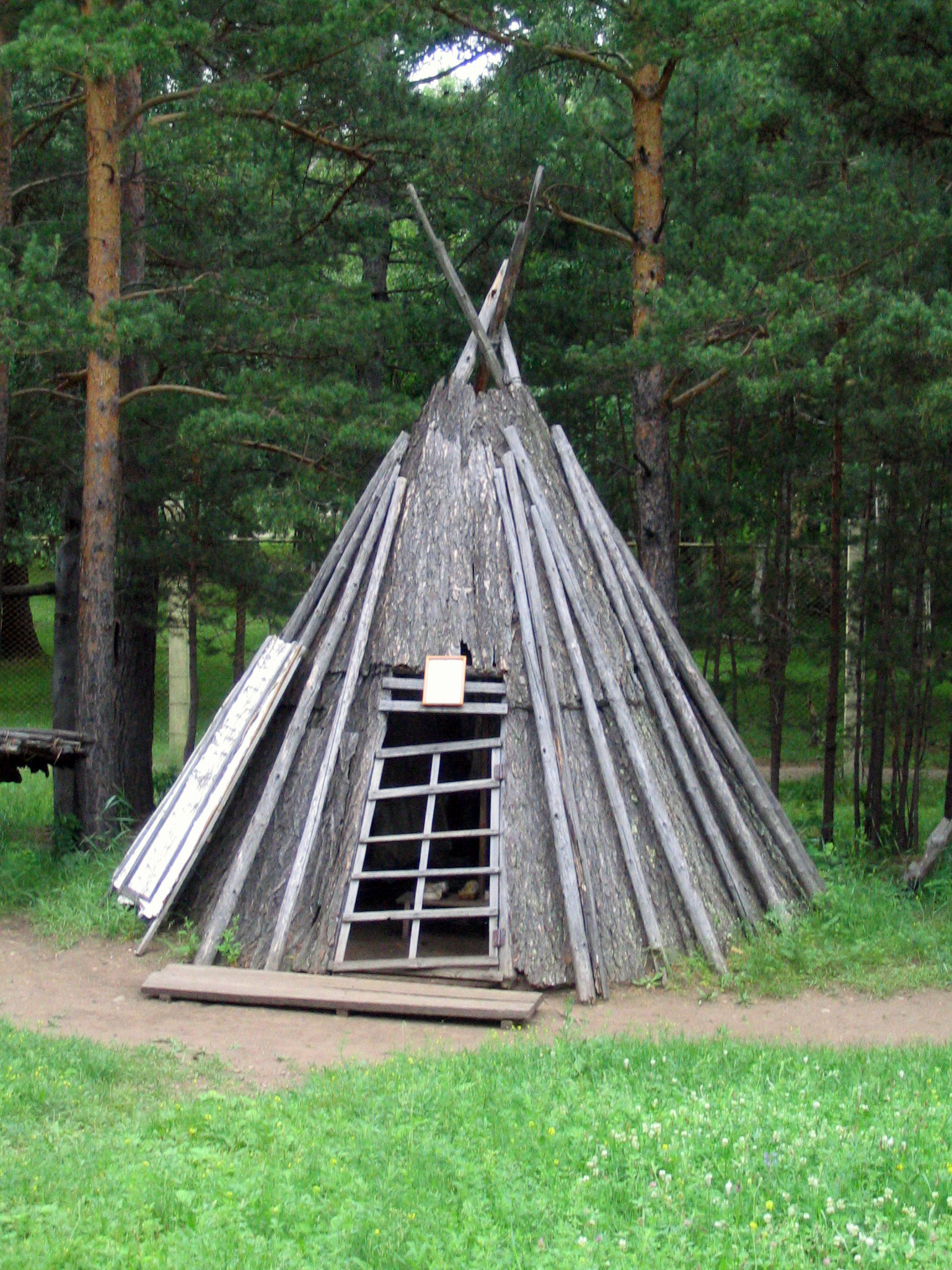
Модель чума эвенков из коры

Чум (наиболее близкое — удмурт. чум, палатка, шалаш) — традиционное жилище конической формы, состоит из рамы, которая составляется из жердей и в зависимости от обычаев или сезона покрывается корой (например, берёстой или корой лиственницы), ровдугой, оленьими шкурами или войлоком. Жилища такой формы распространены по всей Сибири, от Уральского хребта до берегов Тихого океана у финно-угорских, кетско-енисейских, тюркских и монгольских народов. Диаметр чума в нижней части обычно составляет от 3 до 8 метров.

## В разных языках
- Чом (палатка, шалаш) — коми[1]
- Мя (дом) — ненцы
- Нюки хот — ханты
- Дю̄, дю̄кча, чо̄рамандя дю̄ — эвенки
- Кувакса, коавас — саами

## Архитектура
Чум относится к простейшим формам искусственно создаваемого жилья, к которым человек обратился на очень ранних этапах истории. Прообразом чума могли служить, например, прислонённые наклонно к дереву ветви. В Европейской России чум утратил своё былое назначение и превратился в служебную хозяйскую постройку: у марийцев, удмуртов, чувашей, татар его жердяной остов служит овином (шиш); покрытый соломой, он прикрывает ход в погреб. У западных финнов — в северной Финляндии и Карелии — он под именем коты служит в летнее время кухней. Посредине чума, под отверстием в его вершине, помещается здесь обыкновенно очаг, сложенный из мягких камней. Такого же рода кухни из еловых жердей встречались в 1840-х годах у эстонцев; на острове Хийумаа и около Вильянди кота с таким назначением была в ходу в конце XIX века, существует, вероятно, и теперь, но феллинская кота (кöк) представляется уже усложнением древней: конус из жердей служит уже крышей над круглой каменной стенкой.
Такой же шалаш, покрываемый летом парусиной, зимой — толстым войлоком, в первобытной форме встречается, под именем кота, у кочующих в Швеции и Норвегии саамов. У российских саамов он служит походным жильём (кувакса, или вежа) и прикрывается до половины парусиной.

## Галерея

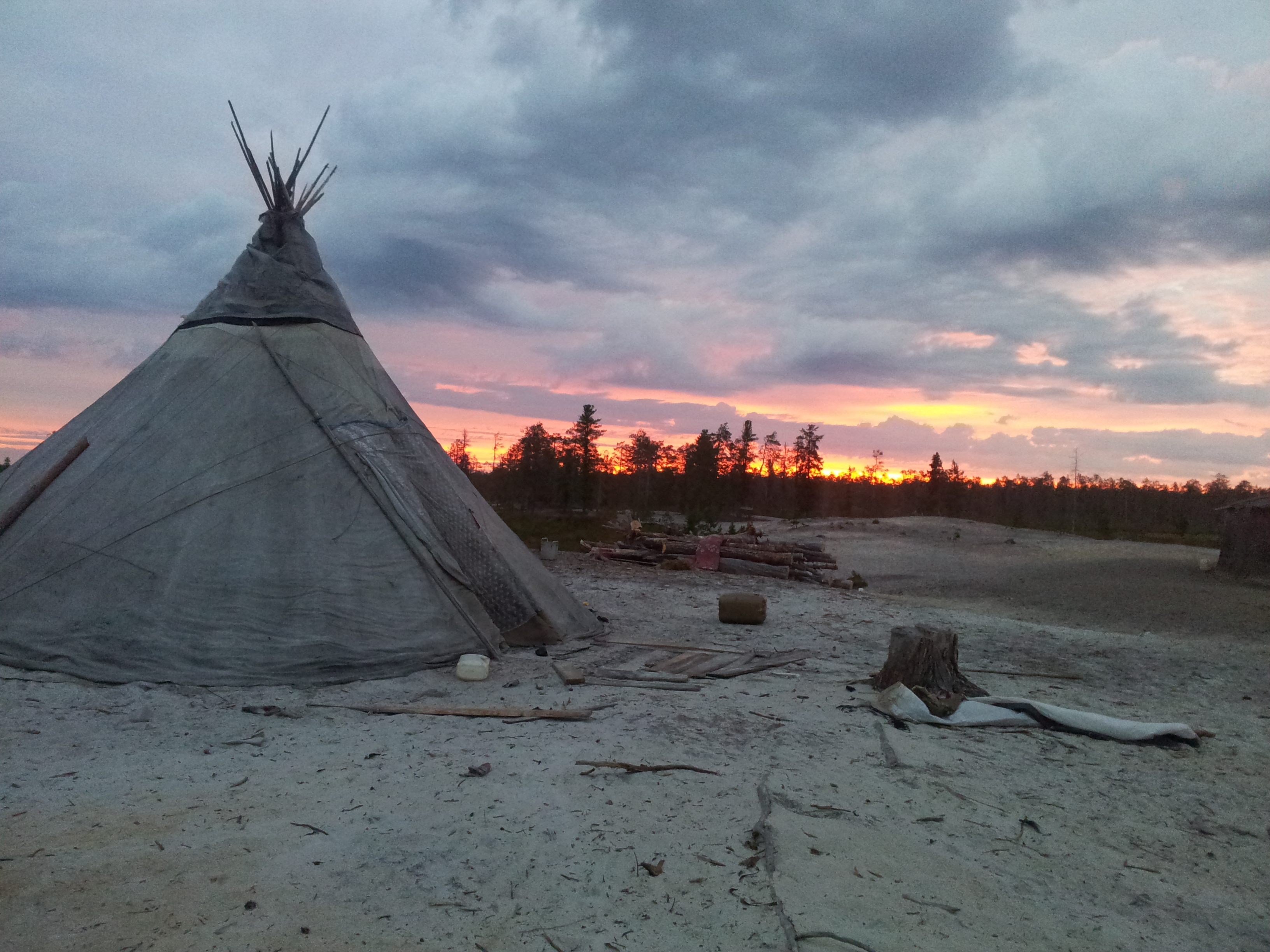
Чум на закате, ненецкое стойбище
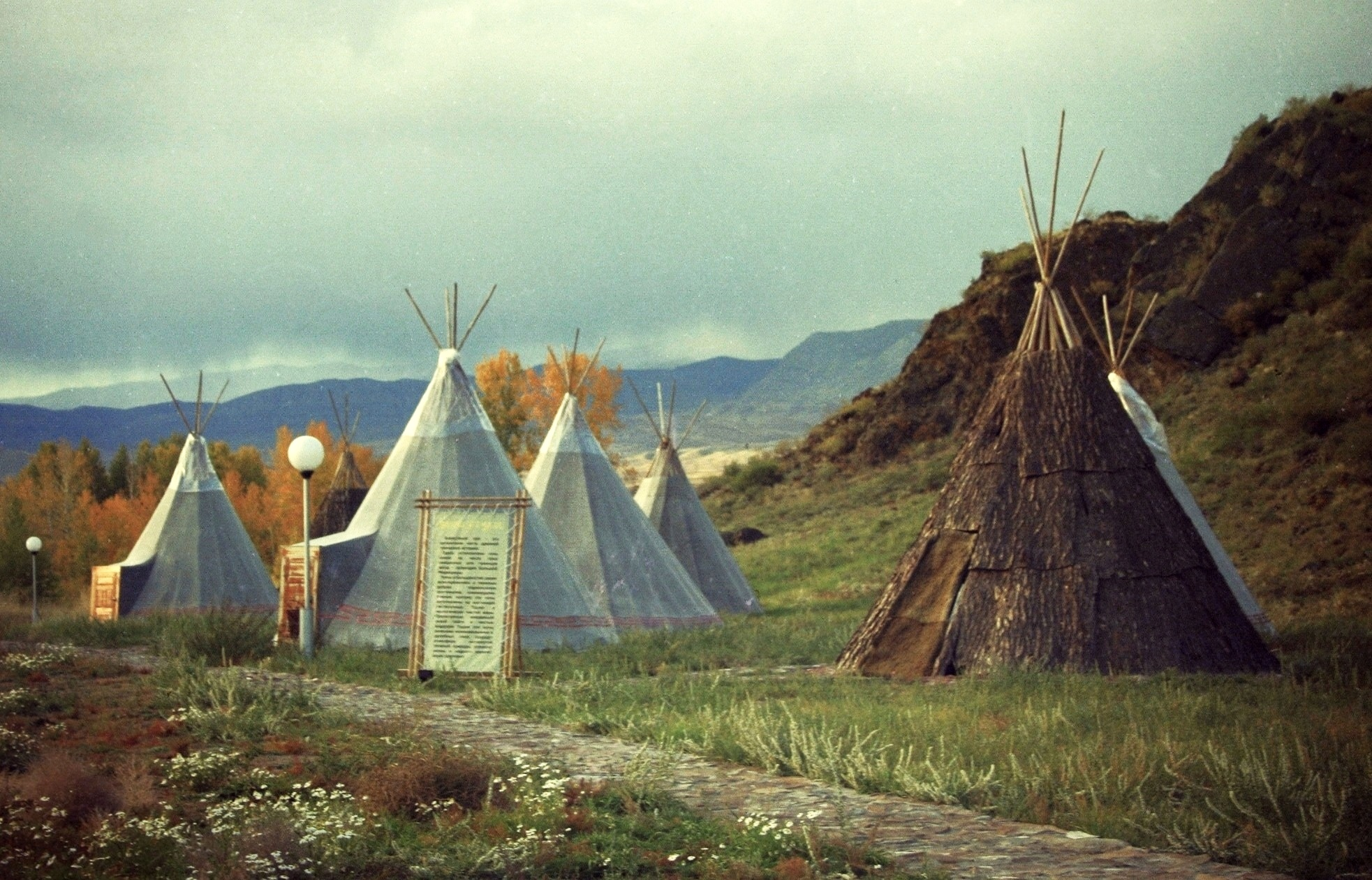
Чумы в этнокультурном комплексе «Алдын-Булак», Тыва
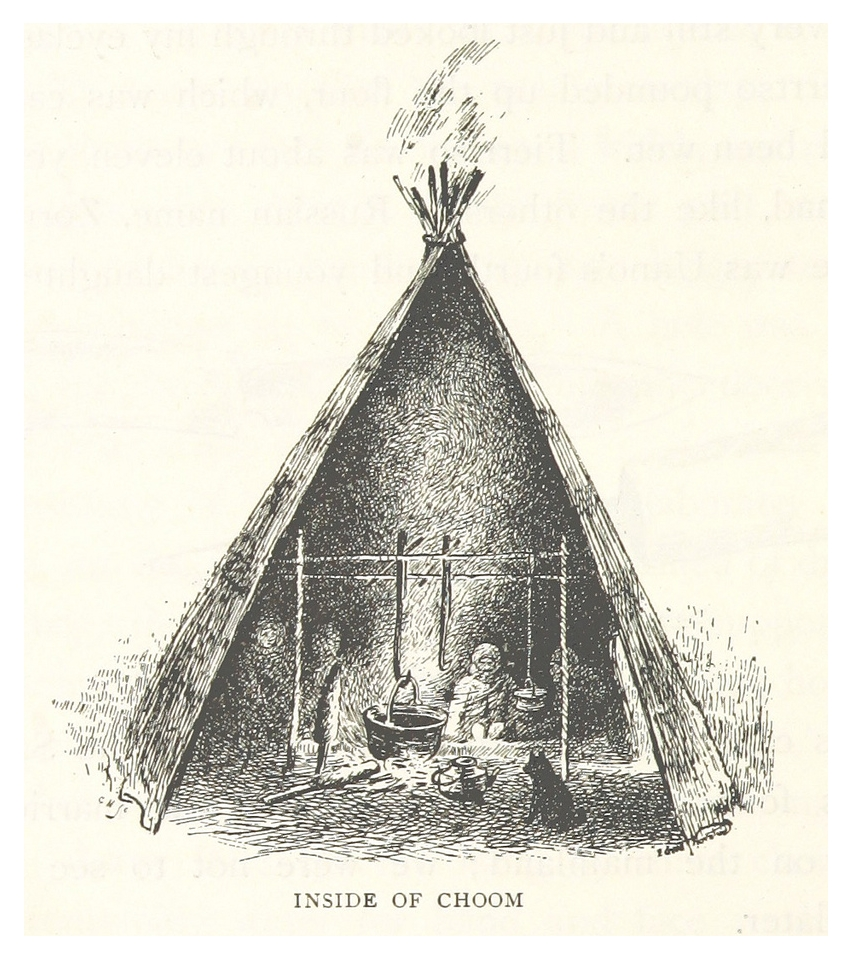
Внутри чума